# Caridina
Caridina (лат.) — род креветок из семейства Atyidae инфраотряда Caridea с длиной до 1 см без усов.

## Распространение
Широко представлены в тропических и субтропических водах Восточной Азии.

## Описание
Имеют длину головогруди до 1 см (например, 0,9—9,8 мм у вида C. cantonensis и 1,2—7,4 мм у вида C. serrata).

## Использование человеком
Представители рода Caridina съедобны, а вид C. multidentata экспортируется. Некоторые виды разводятся в аквариумах. В отличие от диких форм, не имеющих явной окраски в полоску, в аквариумистике популярны в продаже черно-белые полосатые формы C. cantonensis, известные как «креветка пчела» (англ. bee shrimp), неверно называть их «креветка чёрный кристалл» (англ. black crystal shrimp) так как кристаллами называют красно-белую форму этого вида: «креветка красный кристалл» (англ. crystal red shrimp). Дикие их формы называются «дикая креветка пчела» (англ. wild bee shrimp). Существует так же цветовая вариация дикой формы с оранжевым оттенком называемая «оранжевая креветка пчела» (англ. orange bee shrimp).

## Классификация
В этом роду регулярно описываются новые виды, что предполагает наличие гибридизации между симпатрическими видами. Это требует осторожности при интерпретации молекулярных филогенетических исследований, в которых не используют большое количество экземпляров.
- Caridina acuminata
- Caridina acutirostris Schenkel, 1902
- Caridina africana
- Caridina apodosis
- Caridina appendiculata
- Caridina babaulti
- Caridina brachydactyla
- Caridina brevirostris
- Caridina bruneiana
- Caridina buehleri
- Caridina cantonensis Yu, 1938
- Caridina ceylanica
- Caridina dennerli
- Caridina denticulata
- Caridina edulis
- Caridina ensifera Schenkel, 1902
- Caridina excavatoides
- Caridina formosae
- Caridina gracilipes
- Caridina gracilirostris
- Caridina johnsoni
- Caridina laevis
- Caridina lanceolata Woltereck, 1937
- Caridina longidigita
- Caridina longirostris
- Caridina malayensis
- Caridina multidentata (=C. japonica)
- Caridina nilotica Roux, 1833
- Caridina nitonica
- Caridina opaensis Roux, 1904
- Caridina propinqua
- Caridina sarasinorum Schenkel, 1902
- Caridina serrata
- Caridina serratirostris — Ninja Shrimp
- Caridina spongicola Zitzler & Cai, 2006
- Caridina thambipilaii
- Caridina tonkinensis
- Caridina trifasciata Yam & Cai, 2003
- Caridina typus H.Milne-Edwards, 1837
- Caridina weberi
- Caridina wilkinsi
- Caridina yunnanensis
- Caridina cf. cantonensis A — Diamond Shrimp, Bee Shrimp
- Caridina cf. cantonensis B — Crystal Red Shrimp, Red Bee Shrimp
- Caridina sp. A 'Lake Poso'
- Caridina sp. B 'Poso River'
- Caridina sp. C 'Kawata River'
- Caridina sp. D 'Puawu River'
- Caridina sp. E 'Blue Ensifera'